# خالیک محمدوف
خالیک محمدوف (ترکی آذربایجانی: Xalik Rəfi oğlu Məmmədov؛ زادهٔ ۲۸ ژوئن ۱۹۵۸) سیاستمدار اهل جمهوری آذربایجان است. او نایب رئیس شرکت دولتی نفت جمهوری آذربایجان (سوکار) در زمینه منابع انسانی، فناوری اطلاعات و مقررات است.

## جوایز و افتخارات
- USSR Labor Union's award (1990)
- "Honored engineer" of Azerbaijan Republic (2008)
- 2nd rank of "Labor Order" of Azerbaijan Republic (2017)